# Diecezja Thumpamon
Diecezja Thumpamom – diecezja Malankarskiego Kościoła Ortodoksyjnego z siedzibą w Thumpamon w stanie Kerala w Indiach.
Została erygowana w 1876 roku.

## Biskupi
- Geevarghese Mar Yulios (1876-1883)
- św. Grzegorz z Parumali (1883-1902)
- Pulikkottil Joseph Mar Dionysius (1902-1909)
- Vattasseril Mar Dionysius (1909–1913)
- Euyakim Mar Ivanios (1913-1925)
- Geevarghese Mar Gregorios (1925-1930)
- Geevarghese Mar Philoxenos (1930-1951)
- Augen Mar Timotheos (1951-1953)
- Daniel Mar Philoxenos (1953-1990)
- Philipose Mar Eusebius (1990-2009)
- Kuriakose Mar Clemis (od 2009)